# Gare d’Aregno
Gare d’Aregno vasútállomás Franciaországban, Aregno településen.

## Vasútvonalak
Az állomást az alábbi vasútvonalak érintik:
- Ponte-Leccia-Calvi-vasútvonal

## Kapcsolódó állomások
A vasútállomáshoz az alábbi állomások vannak a legközelebb:
- Gare de la Marine de Davia
- Gare d’Algajola